# San Lázaro (Uruguay)
San Lázaro o bien Puerto de San Lázaro fue el primer fortín y asentamiento europeo en el Río de la Plata, fundado a principios de 1527 por Sebastián Caboto que estaba al mando de una expedición española. Despoblado por dos años, se repobló desde finales de 1529 hasta mediados de 1530. 

## Historia
El italiano Sebastiano Caboto al mando de una expedición al Río de Solís llega al Cabo de Santa María, la boca del “Río de Solís”, en el mes de febrero de 1527.

La navegación por el río fue lenta y difícil por cincuenta leguas hasta llegar a un "puerto de tierra firme" el domingo de Lázaro, que fue seis de abril.

En ese puerto erigió un fortín sobre la margen oriental del Río de la Plata, que llamó Puerto de "San Lázaro".

La ubicación de San Lázaro es discutida: para Ruy Díaz de Guzmán se trataría del río San Juan, para Toribio Medina la punta Martín Chico, para Julián Miranda la actual Conchillas, para Eduardo Madero correspondería a la Punta Gorda y para Rolando Laguarda Trías se trataría del arroyo de las Vacas.
El tripulante Luis Ramírez fue testigo presencial y protagonista de los primeros momentos de San Lázaro y también de su declive.

En este puerto de San Lázaro, el capitán general Caboto estuvo anclado con toda su flota aproximadamente un mes. Los traductores supieron allí, que en la región estaba el mozo de la anterior expedición de Solís al Río de la Plata, quien le relató los ríos que debían remontar para llegar a las riquezas. También les advirtió que las naos mayores no podrían remontar esos ríos. 
Decidido a zarpar en busca de las riquezas de la comarca, Caboto tomó algunas decisiones necesarias:

Y porque las naos no podían pasar por el Paraná adentro, a causa de los muchos bajos que había, las dejó con treinta hombres de la mar para que buscasen algún buen puerto seguro do las metiesen.
Carta de Luis Ramírez

dejar en el dicho San Lázaro una persona con diez o doce hombres para la guarda de mucha hacienda que allí quedaba, así de Su Majestad como de particulares, entre los cuales fui yo uno, a causa de no estar libre de mi enfermedad, que todavía me tenía muy fatigado.
Carta de Luis Ramírez

El clima cambiante también fue motivo de retraso:

""y antes de que Su Merced [Gaboto] partiese el viernes de ramos estando el tienpo muy sosegado y claro ...obra de tres oras de la noche se lebanto un tiempo tan espantoso que aun los que estabamos en tierra pensamos perezer pasaron las naos mocho peligro y la una dellas ubo de cortar el mastel prinçipal para la salbaçion de la dha nao y fue est e tiempo tan temeroso que tomo la galeota questaba en el agua con dos amarras y las quebro y en peso como si fuera una cosa muy libiana la saca del agua.
Carta de Luis Ramírez

Sebastian Caboto partió de San Lázaro con la mayor parte de la gente en la galeota Santa Catalina y en la carabela San Gabriel el 8 de mayo de 1527, para remontar el río Paraná.
Antón de Grajeda con la Santa María del Espinar, la Trinidad y treinta marinos remontó el río Uruguay y exploró para buscar un fondeadero más seguro que San Lázaro. Encontró un lugar adecuado en el río "San Salvador" con un meandro al abrigo del viento y cerca de la desembocadura, en donde no tuvo problemas con los aborígenes de las inmediaciones, y la abundante leña permitió levantar el fortín San Salvador a finales de mayo de 1527, el que se mantendría poco más de dos años y medio.
A partir de ese momento, de mediados de 1527, los españoles de San Lázaro se alimentaron con lo poco que dejó allí la expedición:

y con hierbas del campo y no con otra cosa nos sostuvimos mientras las hallábamos y teníamos posibilidad para irlas a buscar, que nos acontecía ir dos y tres leguas a buscar los cardos del campo y no los hallar sino en agua a donde no los podíamos sacar. En fin, que nuestra necesidad llegó a tanto extremo, que de dos perros que allí teníamos nos combino matar el uno y comerle, y ratones los que podíamos haber
Carta de Luis Ramírez

Los habitantes de San Lázaro fueron rescatados a fines de 1527, en una galeota enviada desde el nuevo asentamiento de Caboto en el Paraná.
Sebastian Caboto regresó a su primer puerto de "San Lázaro" en noviembre  de 1529, con toda su gente y sus naves, expulsado del asentamiento de San Salvador por un ataque de los indígenas. 
Se mantuvo en su primer asentamiento de San Lázaro durante una semana, antes de partir fuera del río de Solís hacia el norte.
Poco tiempo después, la expedición de Caboto levantaría el fuerte Sancti Spiritus en el río Paraná, actual Puerto Gaboto.
Entonces Caboto envió la galeota San Gabriel al mando de Miguel de Rifós, en el mes de diciembre de 1527, para buscar a los que había dejado en el fortín de San Lázaro, los cuales se encontraban al borde de la supervivencia por el hambre y las privaciones, debiendo alimentarse de hierbas y ratones, por estar rodeados de aborígenes que se habían vuelto hostiles con ellos.
En septiembre de 1529, tras el asalto e incendio del ya citado fuerte Sancti Spiritu, Caboto y Diego García de Moguer decidieron retroceder al fuerte San Salvador en la banda oriental del río Uruguay, pero allí también la situación era difícil por otra rebelión aborigen y la escasez de víveres, y aunque se habían realizado siembras de trigo, maíz y cebada, todavía no era época de cosecha, por lo cual Caboto resolvió permanecer allí un tiempo más. En el intervalo envió a Antonio de Montoya con dos embarcaciones hasta la isla "de los lobos" para faenar animales y disponer de carne.
Pero la situación se complicó porque los pueblos originarios de las inmediaciones se aliaron para atacarles en gran número y en uno de los enfrentamientos resultó muerto Grajeda y un calafate. En diciembre, después de un nuevo malón en que casi pierde la vida Caboto, este resolvió abandonar el fuerte San Salvador para dirigirse al fortín de San Lázaro en la espera de Montoya, pero a finales de diciembre lo dio por desaparecido y decidiría abandonar el fortín de San Lázaro para emprender el viaje a España en la Santa María del Espinar en mayo de 1530.